# Magdalena Wilhelmina av Württemberg
Magdalena Wilhelmina av Württemberg, född 7 november 1677, död 30 oktober 1742, var genom giftemål markgrevinna av Baden-Durlach.

## Biografi
Hon var postum dotter till Wilhelm Ludvig av Württemberg och Magdalena Sibylla av Hessen-Darmstadt. Hon gifte sig 1697 med hertig Karl III Wilhelm av Baden-Durlach. Hon ingick i förmyndarregeringen för sin sonson 1738-1742.  
Magdalena Wilhelminas äktenskap var inte lyckligt; hennes make, som älskade skönhet, tog avstånd från henne på grund av hennes akne och stora näsa, och paret avslutade sitt samliv så snart deras tredje och sista barn föddes 1706 och tronföljden var säkrad. Då Karl III Wilhelm flyttade in i det nybyggda residenset i den nya huvudstaden Karlsruhe år 1715 stannade Magdalena Wilhelmina kvar i det gamla slottet i Durlach. Då hennes nio år gamla sonson blev monark vid hennes mans död 1738 ingick hon i förmyndarregeringen.    
Barn:
1. Fredrik av Baden-Durlach